# Hedriodiscus jacarellus
Hedriodiscus jacarellus är en tvåvingeart som först beskrevs av Lindner 1949.  Hedriodiscus jacarellus ingår i släktet Hedriodiscus och familjen vapenflugor. Inga underarter finns listade i Catalogue of Life.